# 小行星9210
小行星9210（英語：9210）是一颗围绕太阳公转的小行星。1995年1月27日，上田清二、金田宏在钏路市发现了此天体。
这颗小行星的绝对星等为82.99806919293343等。